# Omar Alberto Sánchez Cubillos
Omar Alberto Sánchez Cubillos O.P. (Cogua, Cundinamarca, 20 de setembro de 1963) é um religioso colombiano e nomeado arcebispo católico romano de Popayán .

## Vida
Omar Alberto Sánchez Cubillos ingressou na Província de San Luis Bertrán da Ordem dos Pregadores no final de 1982, iniciando o noviciado no ano seguinte. Fez sua profissão em 2 de fevereiro de 1989, recebendo a ordenação sacerdotal em 17 de fevereiro de 1990.
Continuou seus estudos na Universidade São Tomás de Bogotá, onde se formou em filosofia e ciências religiosas e posteriormente especializou-se em teologia dogmática na Pontifícia Universidade São Tomás de Aquino de Roma e em Gestão de Instituições de Ensino Superior na Universidade São Tomás de Bogotá.
Durante seu ministério sacerdotal, Monsenhor Sánchez foi: professor de Ciências Humanas na Universidade São Tomás (1997-1998); pároco da Paróquia San Luis Beltrán de Barranquilla (1999); fundador da Comunidade Dominicana de Villavicencio e diretor do Centro de Educação a Distância daquela cidade; presidente do conselho de administração da ONG Corporación Dominicana opción vida, justicia y paz e membro da mesma; Conselheiro Provincial (1994-1998); prior do Convento de Nossa Senhora do Rosário de Chiquinquirá e reitor do Santuário Mariano Nacional (2003-2009); superior da casa José de Calasanz Vela em Villavicencio (2010); membro do Conselho Provincial; e prior do Convento Cristo Rey de Bucaramanga e colaborador da Universidade São Tomás.
O Papa Bento XVI o nomeou bispo de Tibú em 8 de junho de 2011. Recebeu a ordenação episcopal em 8 de agosto do mesmo ano pelo Bispo de Magangué, Jorge Leonardo Gómez Serna OP, na Basílica Nossa Senhora do Rosário de Chiquinquirá; os co-consagradores foram Arcebispo Aldo Cavalli, Núncio Apostólico na Colômbia, e Rubén Salazar Gómez, Arcebispo de Bogotá. A solene inauguração (entronização) ocorreu em 3 de setembro do mesmo ano.
Em 12 de outubro de 2020, o Papa Francisco o nomeou arcebispo de Popayán. Mons. Omar Alberto Sánchez Cubillos tomou posse canônica em 12 de dezembro do mesmo ano. Em 2021, foi eleito vice-presidente da Conferência Episcopal da Colômbia para o triênio 2021-2024.
No dia 3 de dezembro de 2021, Arcebispo Omar Alberto Cubillos Sánchez recebeu o pálio das mãos do núncio apostólico na Colômbia.